# Micromuse
Micromuse Inc. var ett amerikanskt IT-företag som var ledande på programvaror rörande hantering av datornätverk och hade bland annat banker, myndigheter och teleoperatörer som kunder.
Företaget grundades 1989 i London av Chris Dawes och huvudkontoret flyttades till San Francisco i Kalifornien 1997. Den 21 december 2005 meddelade det globala IT-företaget International Business Machines Corporation (IBM) att man hade för avsikt att förvärva Micromuse Inc. för $865 miljoner. Affären slutfördes den 15 februari 2006.

## Ledare

### Styrelseordförande
- Chris Dawes, 1989-1999[5]
- Greg Brown, 1999-2002[6]
- Dave Schwab, 2003[7]
- Lloyd Carney, 2003-2006[7]

### Verkställande direktör
- Chris Dawes, 1989-1998[5]
- Stephen Allot, 1998-1999[6]
- Greg Brown, 1999-2002[6]
- Mike Luetkemeyer, 2003[7]
- Lloyd Carney, 2003-2006[7]